# Cabin Fever 2 - Il contagio
Cabin Fever 2 - Il contagio (Cabin Fever 2: Spring Fever) è un film horror del 2009 diretto da Ti West, seguito del fortunato film a basso costo Cabin Fever. Come il predecessore, anche questo film tratta ancora di esseri umani contagiati dal patogeno che provoca la fascite necrotizzante. Questo secondo capitolo è stato seguito nel 2014 da un prequel, Cabin Fever: Patient Zero.

## Trama
Paul, ormai completamente devastato dal batterio che ha decimato i suoi amici (i protagonisti del precedente film), vaga per i boschi dopo essere caduto in un lago, per poi morire investito da un autobus scolastico. L'agente Winston Olsen, che gli dava la caccia, rassicura lo sconvolto autista dicendogli che ha solo investito un alce.
Il lago in cui Paul è caduto è utilizzato da un'industria di acqua in bottiglia, di conseguenza l'acqua infettata dal ragazzo malato viene distribuita agli studenti di un liceo locale.
La vicenda quindi si sposta su John, uno studente ormai in procinto di concludere la sua carriera scolastica. Il ragazzo è innamorato da anni della dolce Cassie, e decide di invitarla al ballo scolastico di fine anno. La ragazza ha però concluso da poco una relazione con Marc, ragazzo ricco, popolare e bello, ma anche violento, sadico e prepotente, nonché cintura nera di karate che, deciso a riconquistarla, minaccia John, intimandogli di non avvicinarsi a lei. Questo litigio costa a John una ramanzina dal signor Sinclair, l'ottuso preside del liceo, che ignora le proteste del ragazzo e gli ordina di cambiare atteggiamento, pena l'espulsione dalla scuola. Il migliore amico di John, Alex, non avendo trovato nessuna "damigella" da invitare al ballo, cerca di convincerlo a cambiare idea, invitando lui e due loro amici a vedere un film quella stessa sera, ma cambia idea quando viene poco dopo sedotto da Liz che, per vendicarsi del suo ex, consuma un rapporto sessuale con Alex nei bagni della scuola, per poi liquidare il suo invito di andare al ballo con lui con una banale scusa. Nel frattempo John, dopo una chiacchierata con Cassie, si decide ad invitarla al ballo, ma anche lei rifiuta.
In una tavola calda, l'agente Olsen incontra un operaio infetto dell'industria di acqua in bottiglia, che muore davanti a tutti gli avventori del locale. Il poliziotto si rende quindi conto di quanto sia tragica la situazione, e si reca alla fabbrica per avvertire gli operai che l'acqua che hanno usato è pesantemente infetta. L'operaio con cui l'agente parla viene assassinato da una pattuglia di agenti della CCD (Divisione Controllo Contaminazione). Olsen, temendo per la propria incolumità, riesce a fuggire senza essere visto.
Nel frattempo, al liceo incomincia il ballo scolastico, e alcuni studenti cominciano ad essere infettati dal virus: Frederica, una ragazza sovrappeso e poco apprezzata dai ragazzi, muore mentre sta consumando un rapporto sessuale nella piscina della scuola con Rick, che l'ha sedotta per una scommessa con gli amici. Lo stesso Rick, tentando di aiutarla, muore annegato.
John e Alex decidono di presentarsi al ballo, e qui John, dopo aver incontrato Cassie, viene nuovamente infastidito da Marc. Per aver reagito alle sue provocazioni, John viene buttato fuori dalla scuola dal preside Sinclair e, quando Cassie tenta di scusarsi con lui per il comportamento del suo ex John, arrabbiato e frustrato, le dichiara il suo amore, chiedendole come una ragazza dolce e gentile come lei possa stare con un ragazzo così odioso. Nel frattempo la pattuglia della CCD irrompe nella scuola, ordinando a John e Cassie di rientrare nell'edificio, all'interno del quale si comincia a scatenare l'inferno: i ragazzi cominciano ad ammalarsi e a morire uno ad uno, e gli agenti della CCD isolano l'edificio, uccidendo tutti gli infetti sopravvissuti o presunti tali. Muoiono, tra gli altri, anche Sandy, la ragazza più popolare della scuola, il preside, l'arcigna professoressa Hawker e Alex, che però, prima di morire, apprende dalla lettura di un libro di scienze, che la malattia è del tutto incurabile e che, l'unico modo per sopravvivere una volta infettati, è amputare la parte del corpo da cui è partita l'infezione. Marc, dopo aver visto John e Cassie insieme e barricati in un'aula, in preda all'ira e al panico uccide brutalmente un infetto, fracassandogli la testa con un estintore.  
Poco dopo John stesso scopre di essere malato e di avere una piaga su una mano. Per evitare che il contagio si diffonda, con l'aiuto di Cassie si amputa la mano infetta e cauterizza il moncherino con il fuoco. Qui i due ragazzi, nonostante la paura e l'orrore, cedono al loro sentimento scambiandosi un bacio, ma Marc, infetto anche lui e ormai completamente impazzito per la paura e la gelosia, irrompe nella stanza colpendo Cassie alla testa con un martello e cercando di uccidere John, venendo però ucciso dalla stessa Cassie, che gli spara in testa con una pistola sparachiodi. I due ragazzi riescono quindi a fuggire dall'edificio scolastico, venendo però inseguiti dalla pattuglia della CCD. John si sacrifica arrendendosi agli agenti per dare la possibilità all'amata Cassie di fuggire e salvarsi la vita, e Cassie, giunta su una strada, incontra l'agente Olsen che, assieme a suo cugino Herman, cercano di lasciare il Paese a bordo di un pick-up. I due prendono Cassie con loro, senza accorgersi che la ragazza ha diverse piaghe dell'infezione sulla schiena.
Il film termina con Liz che si reca al locale dove lavora come spogliarellista. Qui si scopre essere infetta, e contagia tutti gli avventori del locale, che a loro volta, estenderanno il contagio in tutto il resto del Paese, ed anche in Messico. Tornata a casa e messasi a letto, Liz si rammarica di non essere andata al ballo.
In una scena dopo i titoli di coda, vengono mostrati Dane e Darryl, gli amici di John e Alex, che guardano la televisione tranquilli, completamente ignari di quanto è successo al liceo durante la loro assenza.

## Produzione
Dopo il successo di critica e commercio ottenuto da Cabin Fever di Eli Roth, un seguito senza connessioni al primo è stato annunciato con unici collegamenti gli attori Giuseppe Andrews un tutore delle forze dell'ordine e Rider Strong.
Il film ha ottenuto con fatica semaforo verde soprattutto riguardo al reperimento dei finanziamenti necessari e per il vaglio di ipotesi che vedevano il prodotto come un flop anche per le recensioni negative date dai fan del primo film.
I produttori hanno previsto inizialmente di girare l'intero film nella Carolina del Sud, ma dopo che la commissione cinematografica ha letto la sceneggiatura ha negato il permesso di soggiornare per la lavorazione.
La scelta delle riprese si è quindi spostata nella Carolina del Nord, Stato medesimo che ospitò la lavorazione del film originale, ove la Piedmont Triad Film Commission ha dato via libera alla troup.
La lavorazione è iniziata dopo le varie difficoltà in gennaio 2007 nella North Carolina. Il film è stato rimontato dai produttori, e il regista Ti West ha ripudiato il risultato finale.
Ryan Shore ha composto l'intera colonna sonora del film.
Nel gennaio 2015 il film è stato distribuito anche in lingua italiana.